# Delphi
Delphi (griechisch Δελφοί (m. pl.), altgriechisch Δελφοί Delphoí ausgesprochen), ursprünglich Pytho (Πυθώ) genannt, war eine Stadt im antiken Griechenland, die vor allem für ihr Orakel bekannt war. Seit 1987 gehören die Ausgrabungen von Delphi zur Liste des Weltkulturerbes der UNESCO.
Westlich der Ruinen des antiken Delphi befindet sich die moderne Kleinstadt Delfi.

## Lage

Lage von Delphi

Delphi liegt nördlich des Golfs von Korinth in der heutigen Region Mittelgriechenland auf einer halbkreisförmigen Berglehne in einer Höhe von ca. 700 m am Fuße des Parnass und oberhalb des Tals des Xeropotamos (griechisch Ξεροπόταμος ‚trockener Fluss‘), der in der Antike Pleistos (Πλεῖστος) hieß. Zur Küste sind es etwa 15 Kilometer. In der Nähe liegen die Orte Galaxidi und Arachova sowie das Kloster Hosios Lukas.

## Geschichte
Der Name Delphi leitet sich eventuell vom griechischen Wort δελφύς (delphys) für „Gebärmutter“ ab und könnte auf eine alte Verehrung der Erdgöttin Gaia hinweisen – ein Bezug, der in der Antike allerdings unbekannt war. Vermutlich befand sich hier zudem ein Zeus-Heiligtum. Ab dem 8. Jahrhundert v. Chr. setzte sich in Delphi dann die Verehrung des Apollon durch und das Orakel entwickelte sich. Nach der geflügelten Schlange Python, die Apollon dem Mythos zufolge hier getötet haben soll, war Delphi zunächst unter dem Namen Pytho bekannt, ein Name, der in der Dichtung weiterlebte, ansonsten jedoch ab dem 6. Jahrhundert v. Chr. zunehmend durch den Namen Delphi ersetzt wurde. Nach einem Brand in den Jahren 548/47 v. Chr. wurde ein neuer Tempel für Apollon errichtet. Als dieser 373 v. Chr. durch einen Bergsturz zerstört wurde, erfolgte ein weiterer Neubau. Bald wurden zudem Schatzhäuser errichtet, in denen die zahlreichen kostbaren Weihegeschenke an den delphischen Apollon aufbewahrt wurden. Nicht zuletzt aufgrund dieser Schätze war die Kontrolle des Apollon-Heiligtums von erheblicher Bedeutung. Zunächst stand Delphi unter der Vorherrschaft von Krisa. Im Ersten Heiligen Krieg (600–590 v. Chr.) unterlag Krisa einem Bündnis von Thessalern, Sikyonern und Athenern, und Delphi gelangte unter die Kontrolle der Amphiktyonen, einem Bund griechischer Staaten, die gemeinsam Delphi beaufsichtigten. Als Siegesfest begründete Eurylochos um das Jahr 582 v. Chr. die Pythischen Spiele, die unter den Panhellenischen Spielen nach jenen von Olympia die bedeutendsten waren. Die Amphiktyonie behielt die Kontrolle über das delphische Apollon-Heiligtum bis zur makedonischen Eroberung im 4. Jahrhundert v. Chr., womit ab etwa 500 v. Chr. auch die Prägung eigener Münzen verbunden war. 279 v. Chr. fielen die später als Galater bezeichneten keltischen Stämme in Griechenland ein und plünderten unter anderem Delphi. Ab 277 v. Chr. dominierte der Aitolische Bund für knapp ein Jahrhundert Delphi.
In römischer Zeit nahm die wirtschaftliche und kultische Bedeutung Delphis allmählich ab. Einige römische Kaiser ergriffen im 1. und 2. Jahrhundert Maßnahmen, um den Abstieg Delphis aufzuhalten, und bewirkten jeweils kurze Blütephasen. Kaiser Nero soll rund 500 Statuen aus Delphi entfernt haben, um damit eigene Bauten zu schmücken. Anfang des 2. Jahrhunderts war der Schriftsteller und Philosoph Plutarch rund 20 Jahre lang Priester in Delphi und verfasste auch mehrere Schriften über das Orakel. In der Mitte des 2. Jahrhunderts stiftete Herodes Atticus ein neues Stadion, das letzte Großbauprojekt in Delphi. Das Apollon-Heiligtum blieb bis zum Verbot der heidnischen Kulte durch den römischen Kaiser Theodosius I. im Jahr 392 n. Chr. eine vielbesuchte Pilgerstätte. Die Orakeltätigkeit scheint bereits einige Jahre früher geendet zu haben.
Mit dem Ende des Orakels und der Schließung des Tempels endete jedoch nicht die Existenz der Siedlung, die sich mit bescheidenen Bauten beginnend seit klassischer Zeit um das Apollon-Heiligtum herum entwickelt hatte. Ihre in römischer Zeit errichteten Häuser, die mit Bädern und Mosaiken von einem gewissen Wohlstand ihrer Besitzer zeugen, wichen im 5. Jahrhundert meist bescheideneren Bauten und Werkstätten. Die nun überwiegend christliche Bevölkerung, die von handwerklicher Produktion lebte, errichtete ab etwa 450 n. Chr. drei Basiliken. Während eine in Fundamenten erhaltene und mit Mosaiken ausgestattete Basilika aus dem 6. Jahrhundert im Bereich der modernen Ortschaft lag, eine weitere, um 550 n. Chr. errichtete, im Bereich des in Richtung Kastalischer Quelle gelegenen Gymnasiums stand und dort den Platz der zuvor niedergelegten Palästra einnahm, kann die Lage der dritten, im späten 5. Jahrhundert errichteten Basilika nur vermutet werden. Möglicherweise befand sie sich als Bischofsbasilika auf der auch in christlicher Zeit noch genutzten und von Wohnbebauung freigehaltenen römischen Agora, die sich neben dem südöstlichen Eingang zum Apollon-Heiligtum befand, oder auf der Terrasse nördlich des Apollontempels. Eine Umwandlung des Tempels selbst in eine christliche Kirche kam nicht in Betracht, weil er zu dieser Zeit bereits zu großen Teilen baufällig war. Die erhaltenen Bauglieder und Skulpturen der Basilikabauten zeugen von einem gewissen Wohlstand der christlichen Bevölkerung Delphis.
Im letzten Viertel des 6. Jahrhunderts ist ein plötzlicher Bevölkerungsrückgang zu verzeichnen, der entweder mit einer ersten Invasion der Slawen in Verbindung zu bringen ist oder wirtschaftliche Gründe als Ursache hatte. Anzeichen für eine umfangreiche Zerstörung im Rahmen einer Invasion fehlen jedoch; die wenigen nachgewiesenen Schäden, die mit dem Ereignis zusammenhängen könnten, wurden behoben und die Siedlung bestand noch einige Jahrzehnte fort. Auf schlichterem Niveau nahmen auch die handwerklichen Betriebe ihre Produktion wieder auf. Der jüngste Münzfund aus Delphi ist eine Prägung des Phokas aus dem Jahr 607/608, die jüngsten Keramikfunde stammen aus den ersten beiden Jahrzehnten des 7. Jahrhunderts. Dann scheint die Siedlung, die wohl keine wirtschaftliche Grundlage mehr bot, freiwillig aufgegeben worden zu sein. Gänzlich verlassen war das Areal dennoch nicht, wie ein byzantinischer Münzfund, eine Prägung des Johannes Tzimiskes aus dem 10. Jahrhundert, zeigt. Im Mittelalter entstand über den Ruinen das Dorf Kastri.
1892 begannen französische Archäologen von der École française d’Athènes unter Zuhilfenahme einer Decauville-Bahn mit den Ausgrabungen der antiken Ruinen, in deren Verlauf die Bewohner von Kastri an die Stelle des modernen Dorfes Delphi (heutige Kleinstadt Delfi) umgesiedelt wurden.

## Mythologie
Delphi galt den Menschen der Antike als der Mittelpunkt der Welt. Dem Mythos zufolge ließ Zeus zwei Adler von je einem Ende der Welt aufsteigen, die sich in Delphi trafen. Der genaue Ort wurde durch den Omphalos (gr. „Nabel“) angezeigt.
Die Erdmutter Gaia vereinigte sich mit dem Schlamm, der nach dem Ende des Goldenen Zeitalters von der Welt übrig blieb, und gebar Python, eine oft auch als „Drache“ bezeichnete geflügelte Schlange, die in der älteren Überlieferung weiblich, erst in späterer Zeit als männlich gedacht wurde. Python hatte hellseherische Fähigkeiten und lebte an dem Ort, der später Delphi heißen sollte.
Hera, die Frau des Zeus, war eine Enkelin Gaias. Gaia prophezeite ihrer eifersüchtigen Enkelin, dass Leto, ihre Nebenbuhlerin und eine der Geliebten des Zeus, dereinst Zwillinge (Artemis und Apollon) gebären würde, die größer und stärker als alle ihre Kinder seien. Python prophezeite sich selbst, dass Apollon ihn töten würde, also zog er los, um Leto zu töten, fand sie aber nicht, da sich diese auf der Insel Delos versteckte. So gebar Leto ihre Kinder und Apollon begann Python zu jagen. Er stellte ihn bei Delphi und tötete ihn. Durch das vergossene Blut Pythons übertrugen sich dessen hellseherische Fähigkeiten auf den Ort. So wurde Delphi der Kontrolle Gaias entrissen und befand sich fortan unter dem Schutz Apollons.

## Orakel
Das Orakel von Delphi war dem Apollon geweiht und gilt als das wichtigste Orakel im antiken Griechenland.
Als Medium des Gottes diente die Pythia, die als einzige Frau den Apollon-Tempel betreten durfte. Das Amt der Priesterin geht wohl noch auf den alten Kult der Erdgöttin Gaia zurück. Die Pythia versetzte sich wahrscheinlich durch die Inhalation von ethylenhaltigen Gasen, die aus einer Erdspalte austraten, in Trance. Interpretiert wurden ihre Worte von den Oberpriestern des Apollon. Erste Pythia soll Phemonoe, Tochter Apollons oder seines Sohnes Delphos, gewesen sein.
Das Orakel entwickelte einen beträchtlichen Einfluss im gesamten Griechenland und wurde vor allen wichtigen Unternehmungen (zum Beispiel Kriege, Gründung von Kolonien) befragt. Damit entwickelte es sich zu einem bedeutenden politischen Faktor.
Der Historiker Herodot berichtet, dass der lydische König Krösus das Orakel von Delphi befragte, bevor er 546 v. Chr. gegen den Perserkönig Kyros II. ins Feld zog. Von der Antwort ermutigt, er werde ein großes Reich zerstören, wagte Krösus den Angriff, unterlag aber. Die Weissagung war nicht auf das Perserreich, sondern auf sein eigenes bezogen.
Als apollonische Weisheiten sind die am Eingang des Apollo-Tempels angebrachten Aphorismen „Erkenne dich selbst“ (γνῶθι σεαυτόν gnōthi seauton) und „nichts im Übermaß“ (μηδὲν ἄγαν mēden agan) bekannt.

## Pythische Spiele

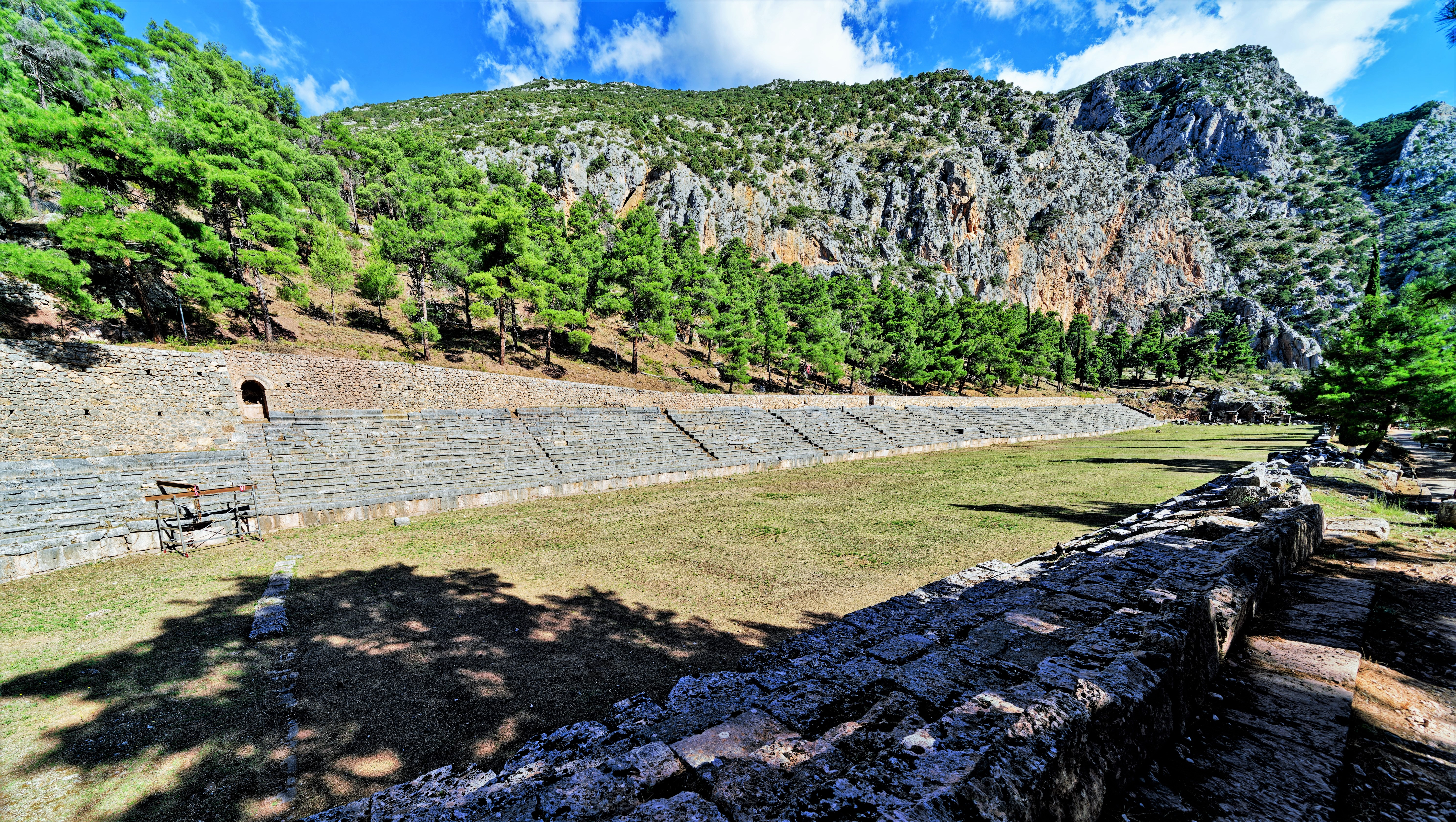
Das Stadion von Delphi

Die Pythischen Spiele (auch: Delphische Spiele oder Pythien) waren nach den Olympischen Spielen die zweitwichtigsten Panhellenischen Spiele der Antike. Die Spiele wurden zunächst alle acht, ab 586 v. Chr. dann alle vier Jahre zu Ehren des pythischen Apollon ausgetragen.
Ursprünglich bestanden die Spiele nur aus einem Wettkampf, dem Gesang zur Kithara. Später kamen weitere musische und gymnische Wettkämpfe sowie Wagen- und Reiterrennen hinzu. Die musischen Disziplinen wurden im Theater, die gymnischen im Stadion von Delphi ausgetragen. Die Pferdewettkämpfe fanden in der benachbarten Ebene von Krissa statt.
Die Pythischen Spiele wurden noch zu Zeiten Kaiser Julians begangen und haben wohl ungefähr zu derselben Zeit abgenommen, in welcher die Olympischen Spiele zu Ende gingen (etwa 394 n. Chr.).

## Bauten
Das Ausgrabungsgelände von Delphi liegt im Osten der modernen Kleinstadt Delfi. Es erstreckt sich über 300 Höhenmeter am Hang und ist nicht zuletzt durch seine landschaftliche Schönheit für Besucher attraktiv. Unmittelbar nördlich des Archäologischen Museums Delphi befindet sich das antike Heiligtum des Apollon, und rund 700 m Luftlinie östlich des Museums liegt das antike Heiligtum der Athena Pronaia.
Die wichtigsten Funde vom Ausgrabungsgelände sind heute in diesem Museum ausgestellt, darunter die Statue des Wagenlenkers von Delphi und der Omphalos. Auf dem Areal des Apollon-Heiligtums wurde eine einfache Kopie des Omphalos errichtet.

### Heiligtum des Apollon

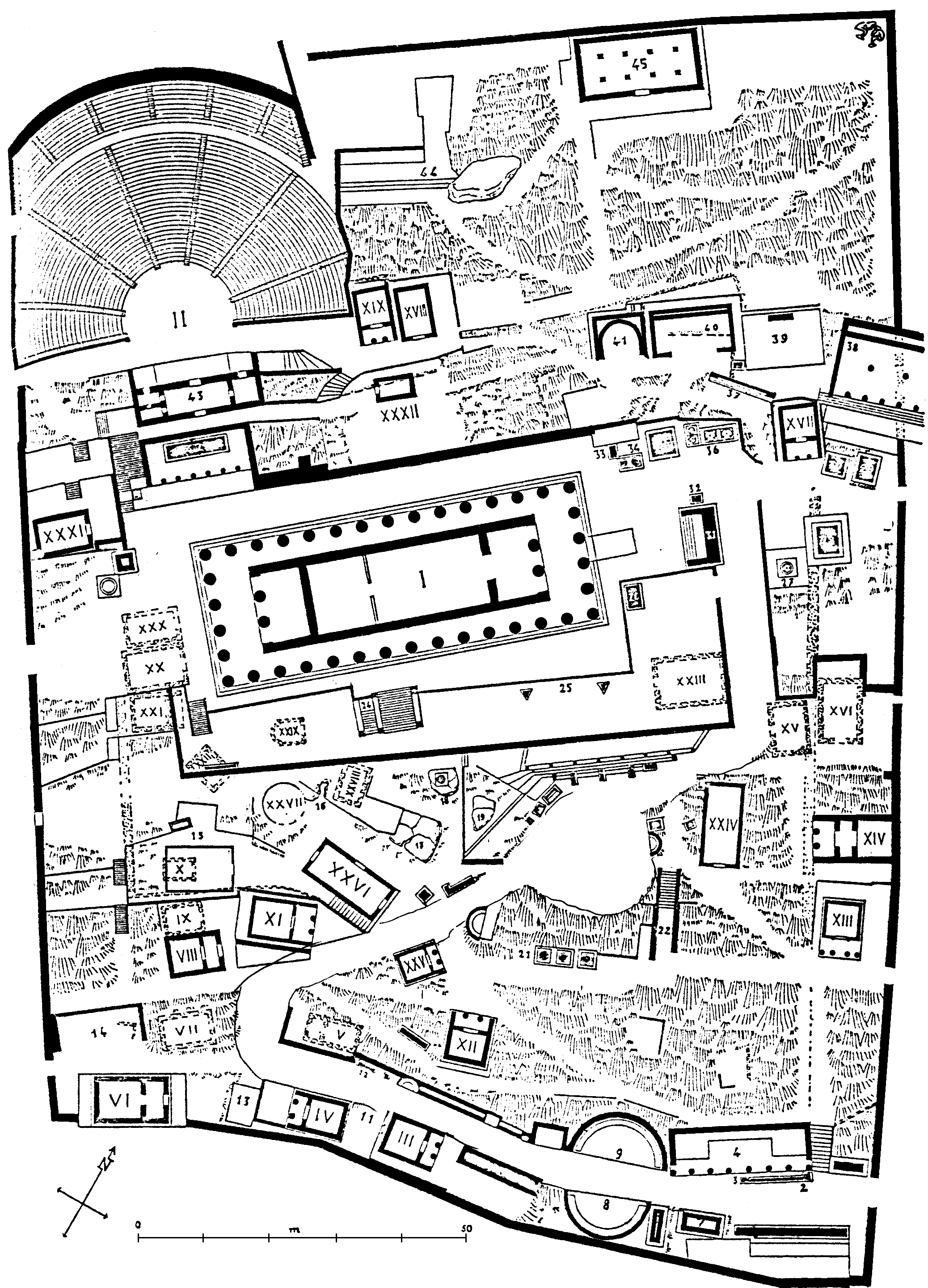
Plan des Apollon-Heiligtums von Delphi

Das Heiligtum des Apollon nimmt ein nicht ganz regelmäßiges Rechteck von 130 × 180 Meter ein, wobei die größere Ausdehnung sich von Süd nach Nord erstreckt. Eingefasst ist dieses Temenos durch einen nach der Mitte des 6. Jahrhunderts v. Chr. errichteten und nach 480 v. Chr. erneuerten, nicht aber erweiterten Peribolos, der durch insgesamt acht Durchgänge den Zutritt gestattete. Auffälligerweise gab es keinen zentralen Zugang, und kein Torbau hob einen der Durchgänge hervor. Reste einer älteren und ein deutlich kleineres Areal einschließenden Umfassungsmauer aus dem Beginn des 6. Jahrhunderts v. Chr. deuten darauf hin, dass der ursprüngliche Haupteingang im Südwesten des Bezirkes lag, während er sich nach der Erweiterung des 6. Jahrhunderts v. Chr. im Südosten befand. Dort betrat man durch eine einfache Öffnung in der Wand die Heilige Straße, über die man zum Tempel des Apollon gelangte. Mit ihren Nebenwegen und Abzweigungen erschloss sie den heiligen Bezirk, der durch teils mächtige Terrassenmauern grob in drei Bereiche gegliedert war: Den unteren Bereich der Heiligen Straße, die von Schatzhäusern und Weihgeschenken gesäumt war, während den mittleren Bereich die Tempelterrasse mit dem zugehörigen Altar dominierte. Die Westseite des oberen Bereichs wurde vom Theater eingenommen, die Ostseite beherbergte neben weiteren Schatzhäusern die kleineren heiligen Bereiche des Dionysos und des Poseidon, den Grabbezirk des Neoptolemos und die Lesche der Knidier, das berühmte, mit den Bildern des Polygnotos ausgestattete Versammlungsgebäude der Knidier.

#### Heilige Straße

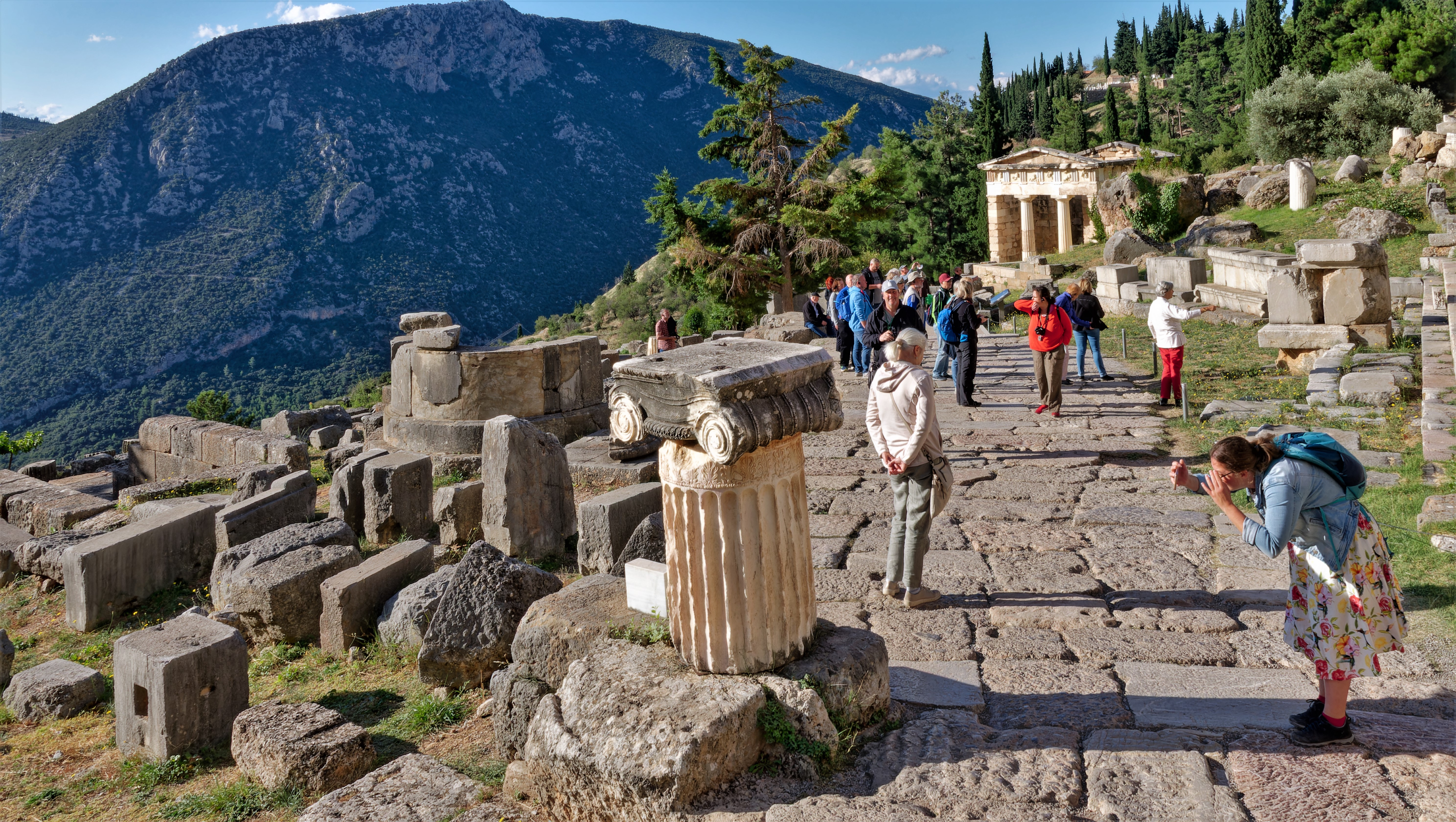
Heilige Straße

Von der Südost-Ecke ausgehend, führte die Heilige Straße zunächst nach Westen auf einen weiteren Durchgang der Temenosmauer zu, bog aber vorher nach Norden ab und erreichte den älteren Weg des ursprünglichen heiligen Bezirks. Von hier stieg sie nach Nordosten zur Terrasse des Tempels hinauf, führte am Tanzplatz unterhalb des Tempels vorbei und erreichte die Tempelterrasse an ihrer Südost-Ecke. Von dort gelangte man zu Tempel und Altar des Apollon, in dessen unmittelbarer Nähe die Schlangensäule, ein von den Griechen nach ihrem Sieg über die Perser gestiftetes Weihgeschenk, stand.
Gesäumt wurde die Heilige Straße von Anathemen und den Schatzhäusern, die die griechischen Städte und Poleis zur Aufbewahrung ihrer Weihgeschenke errichteten. Im Gegensatz zu den ordentlich aufgereihten oder gruppierten Schatzhäusern anderer Heiligtümer wie in Olympia oder in Delos waren die Schatzhäuser in Delphi nur locker angeordnet. Zwar lagen sie überwiegend entlang der Heiligen Straße, doch füllten sie auch freie Flächen abseits dieses Wegs, besetzten das verfügbare Areal ungeregelt, teils besondere Plätze aus Repräsentationsgründen einnehmend, teils auf bestehende Schatzhäuser mit Konkurrenzbauten reagierend. Dazwischen waren immer wieder größere und kleinere Weihgeschenke eingestreut, bis der geringer werdende Platz dazu zwang, auch die verbliebenen Lücken zu füllen.
Lediglich 13 in der antiken Überlieferung – vor allem bei Pausanias, aber auch bei Herodot, Plutarch, Appian und Strabon – für Delphi insgesamt genannten Schatzhäusern stehen die Fundamente und Baureste von 32 ausgegrabenen Schatzhausbauten allein im Bereich des Apollonheiligtums gegenüber. Sie zeugen von dem erheblichen Aufwand, der mit ihrer Stiftung verbunden war und sich in Material und Bauschmuck ausdrückte. Recht sicher identifiziert, teils anhand der Zeitstellung, teils anhand des Bildschmucks oder gar wie im Fall von Knidos der erhaltenen Weihinschrift, sind im Apollonbezirk zehn der Bauten, meist im 6. Jahrhundert v. Chr., manche im 5. Jahrhundert v. Chr., als letztes das Schatzhaus von Theben erst 346 v. Chr. errichtet.

##### Schatzhaus von Korinth
Der älteste derartige Bau (Plan Nr. XXIV) wurde um 600 v. Chr. von dem korinthischen Tyrannen Kypselos nach Delphi gestiftet und barg die von dem lydischen König Gyges geweihten Weihgeschenke aus Gold und Silber, die laut Herodot 30 Talente, also annähernd 800 Kilogramm wogen. Der Bau wird mit dem 6,50 × 13,00 Meter großen Fundament östlich des Tanzplatzes identifiziert, war langrechteckig und auf den Altar des Apollon ausgerichtet. Säulen und Anten, wie sie für spätere Schatzhäuser meist kennzeichnend sind, scheint der Bau des Kypselos noch nicht besessen zu haben. Nach dem Sturz der Tyrannis in Korinth trat die Stadt selbst als Stifterin des Schatzhauses auf, wie die erhaltene Weihinschrift beweist.

##### Schatzhaus von Knidos
Als freie Bürgerschaft stifteten laut Bauinschrift die Einwohner von Knidos um 550 v. Chr. ein Schatzhaus (Plan Nr. XXV) und Standbilder nach Delphi. Hier begegnet zum ersten Mal der für diese Kleinbauten typische Grundriss des Antentempels, doch wurden die Säulen zwischen den Anten durch Karyatiden, weibliche Stützfiguren, ersetzt. Der etwa 5,10 × 6,60 Meter große Bau ionischer Ordnung ist das älteste Marmorgebäude auf dem griechischen Festland und wurde aus parischem Marmor ausgeführt. Die im Wechsel aus flachen Bindern und hohen Läufern errichteten Wände wurden von einem umlaufenden Figurenfries bekrönt.

##### Schatzhaus von Siphnos

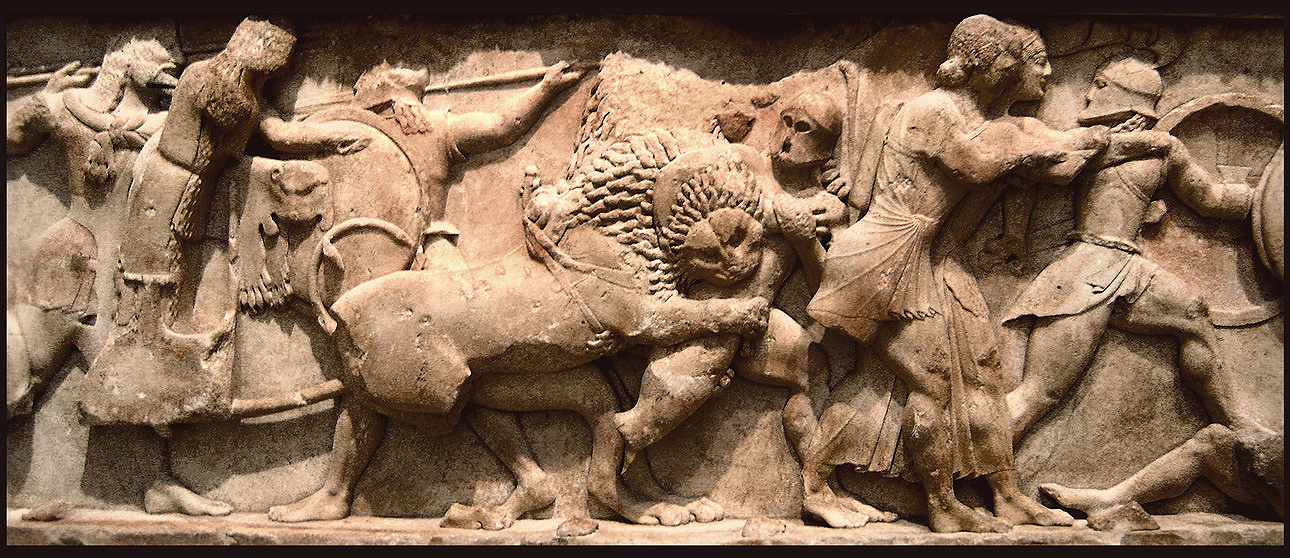
Ausschnitt der Gigantomachie vom Schatzhaus der Siphnier

Ein ganz ähnlich gestaltetes Schatzhaus (Plan Nr. IV), ebenfalls mit Karyatiden versehen, weihten die Einwohner von Siphnos um das Jahr 525 v. Chr., auf dem Höhepunkt ihres Wohlstandes, wie Herodot anmerkt, aus dem Zehnten ihrer Einkünfte, die sie aus Silber- und Goldminen erwirtschafteten. Das 5,95 × 8,37 Meter große und 6,74 Meter hohe Schatzhaus, an der Südseite der Heiligen Straße an ihrem unteren Teil und somit direkt oberhalb des schroff abfallenden Terrains gelegen, erhob sich auf einem hohen Unterbau, der das Gelände ausgleichen musste. Auch dieses Schatzhaus, das anhand der erhaltenen Architekturteile fast vollständig zu rekonstruieren ist, war in ionischer Ordnung aus Marmor errichtet und reich mit Bauornamenten versehen. Deutlich ist der Versuch zu erkennen, das knidische Schatzhaus zu übertreffen. Der Figurenfries gehört zu den wenigen festdatierten Zeugnissen griechischer Plastik und bildet einen wichtigen Fixpunkt für die Datierung spätarchaischer Kunst. Eine Götterversammlung, der Kampf der Griechen gegen die Trojaner und der Kampf der Götter gegen die Giganten waren die Themen des farbig hinterlegten und bemalten Frieses.

##### Schatzhaus von Sikyon

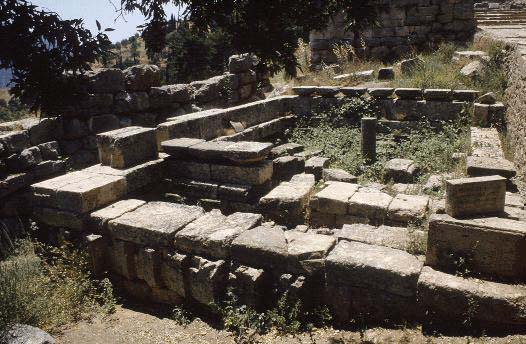
Schatzhaus von Sikyon, Fundament mit verbauten Spolien

Gegen Ende des 5. Jahrhunderts v. Chr. errichtete die Stadt Sikyon am unteren Teil der Heiligen Straße ein Schatzhaus (Plan Nr. III) in Form eines kleinen dorischen Antentempels von 6,34 × 8,48 Meter Größe. Es war bis zum Ende der Antike das erste Schatzhaus, auf das man traf, wenn man die Heilige Straße von Südosten hinaufging. In seinen Fundamenten verbaut fand man Bauteile zweier älterer Bauten: einer kleinen, um 600 v. Chr. errichteten Tholos und eines um 560 v. Chr. gebauten prostylen Schatzhauses mit einer Vorhalle von 4 × 2 Säulen. Über den 13 Säulen der Tholos lief ein Triglyphen-Metopen-Fries mit je 20 Metopen und Triglyphen, Säulen und Fries standen also in keinerlei Korrespondenz, was ein einmaliger Umstand in der bekannten dorischen Architektur der griechischen Antike ist. Die zwölf erhaltenen Metopen des verbauten Prostylos waren außergewöhnlich langgestreckt und glichen so die über dem Interkolumnium fehlenden Triglyphen aus. Themen der griechischen Mythologie waren Inhalt der Metopen, unter anderem der Raub der Europa auf dem Stier, der Rinderraub durch die Dioskuren mit den Apharetiden Lynkeus und Idas sowie die Argo, das legendäre Schiff der Argonautensage. Dessen Darstellung erstreckt sich über zwei benachbarte Metopen und zeigt das Schiff in Seitenansicht, seine Helden aber in Frontansicht. Unter den Helden findet sich die älteste bekannte Darstellung des Orpheus, der sich durch seine Kithara zu erkennen gibt.

##### Schatzhaus von Athen
Das heute rekonstruierte Schatzhaus von Athen (Plan Nr. XI) wurde in der Zeit zwischen 510 und 490 v. Chr. in der Form eines Antentempels im dorischen Baustil erbaut.

##### Halle der Athener

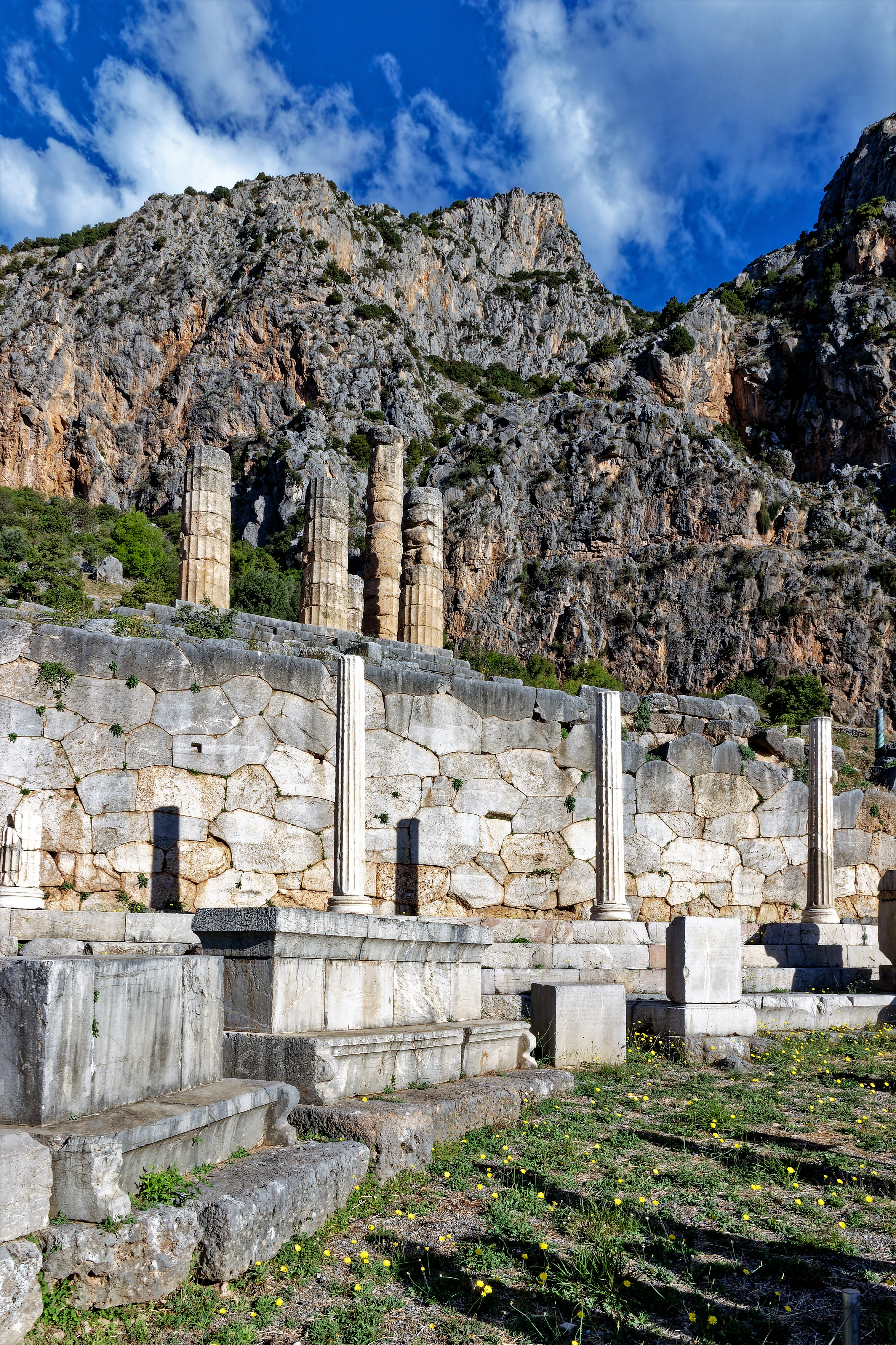
Halle der Athener mit Inschrift auf der obersten Stufe des Unterbaus

Athen war nicht nur mit einem Schatzhaus in Delphi vertreten. An einer der prominentesten Stellen des Apollon-Heiligtums, am kultischen Tanzplatz beim Ende der Heiligen Straße errichteten sie nach dem Ende der Perserkriege im Jahr 478 v. Chr. aus der Kriegsbeute eine Säulenhalle, die sich an die polygonale Stützmauer der Tempelterrasse anlehnte. Auf dem dreistufigen Unterbau aus grauem lokalen Stein waren Anlass und Zweck der Stiftung inschriftlich vermerkt: Die Halle sollte die nach Delphi geweihten Waffen der Feinde aufnehmen. In der lichten Halle, zwischen deren Seitenwänden sieben ionische Marmorsäulen ein einfaches hölzernes Gebälk trugen, wurden die von den Persern erbeuteten Stücke auf einem Podest vor der Rückwand für alle sichtbar ausgestellt. Die bei einer Jochweite von 3,58 Meter nur 39 Zentimeter starken Säulen ruhten erstmals auf einer frühen Form der attischen Basis, die sich aus zwei Wulsten mit dazwischengeschobenem dritten Glied zusammensetzte. War dieses dritte Glied in der klassischen Lösung im Querschnitt eine Trochilus genannte Hohlkehle, so ist es an der Halle der Athener als S-förmige Welle gestaltet.

#### Apollon-Tempel

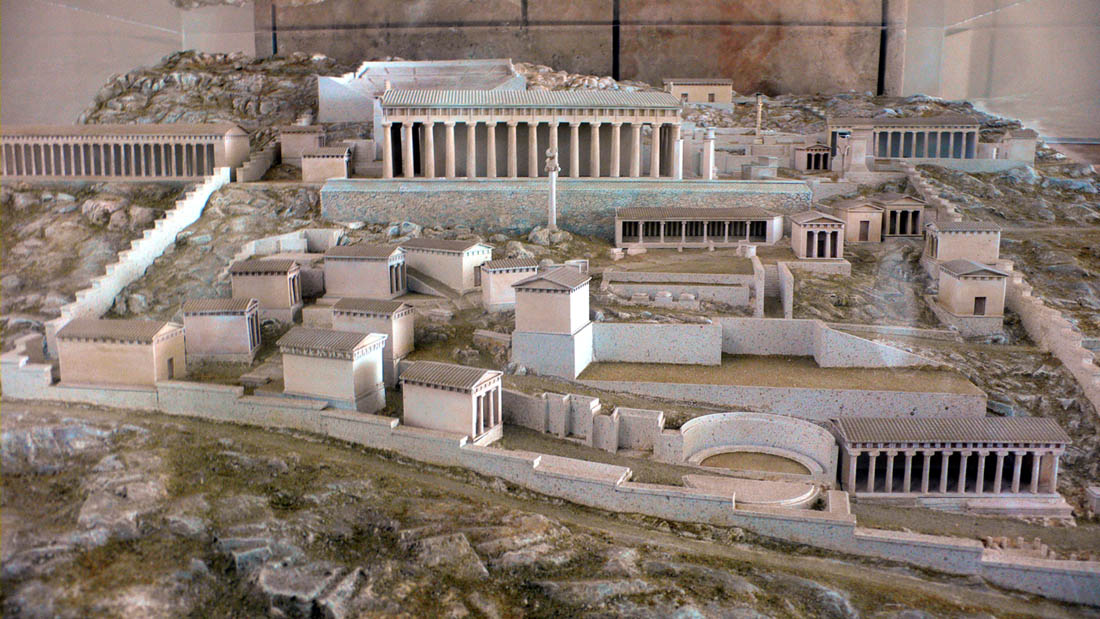
Modell des Apollon-Heiligtums im Archäologischen Museum von Delphi

Weit in die mythische Vorzeit wusste die Lokalsage in Delphi die ersten Tempelbauten für Apollon zu versetzen. Ihre Abfolge und ihr Schicksal wurden vor allem in Pindars nur fragmentarisch erhaltenem achten Paian und darauf aufbauend bei Pausanias überliefert.
Demnach bestand ein erster Tempel aus den Zweigen des im thessalischen Tempe-Tal geschnittenen Lorbeer. Diesem Bau folgte ein von Bienen aus Bienenwachs und Federn errichteter Tempel, den der Wind in das Land der Hyperboreer davontrug. Er wurde durch einen Tempel aus Bronze ersetzt, der von Hephaistos und Athena errichtet wurde, aber durch Erdbeben und Feuer vernichtet wurde.
Mit dem ersten Steinbau wird der Mythos halb verlassen. Im Homerischen Hymnos an Apollon bereitete der Gott das Fundament vor, während die mythischen Architekten Trophonios und Agamedes die „steinerne Schwelle“ – möglicherweise die Orthostatenschicht – des Baus ausführten. Laut Pausanias wurde dieser Bau im ersten Jahr der 58. Olympiade, also 548 v. Chr. durch einen Brand zerstört. Mit aller Vorsicht werden ein größeres Fragment eines dorischen Kapitells und zwei Säulentrommeln von bis zu 97 Zentimetern Durchmesser auf diesen 548 v. Chr. abgebrannten Tempel bezogen, der als kaum vor 600 v. Chr. errichteter Peripteros zu denken ist.

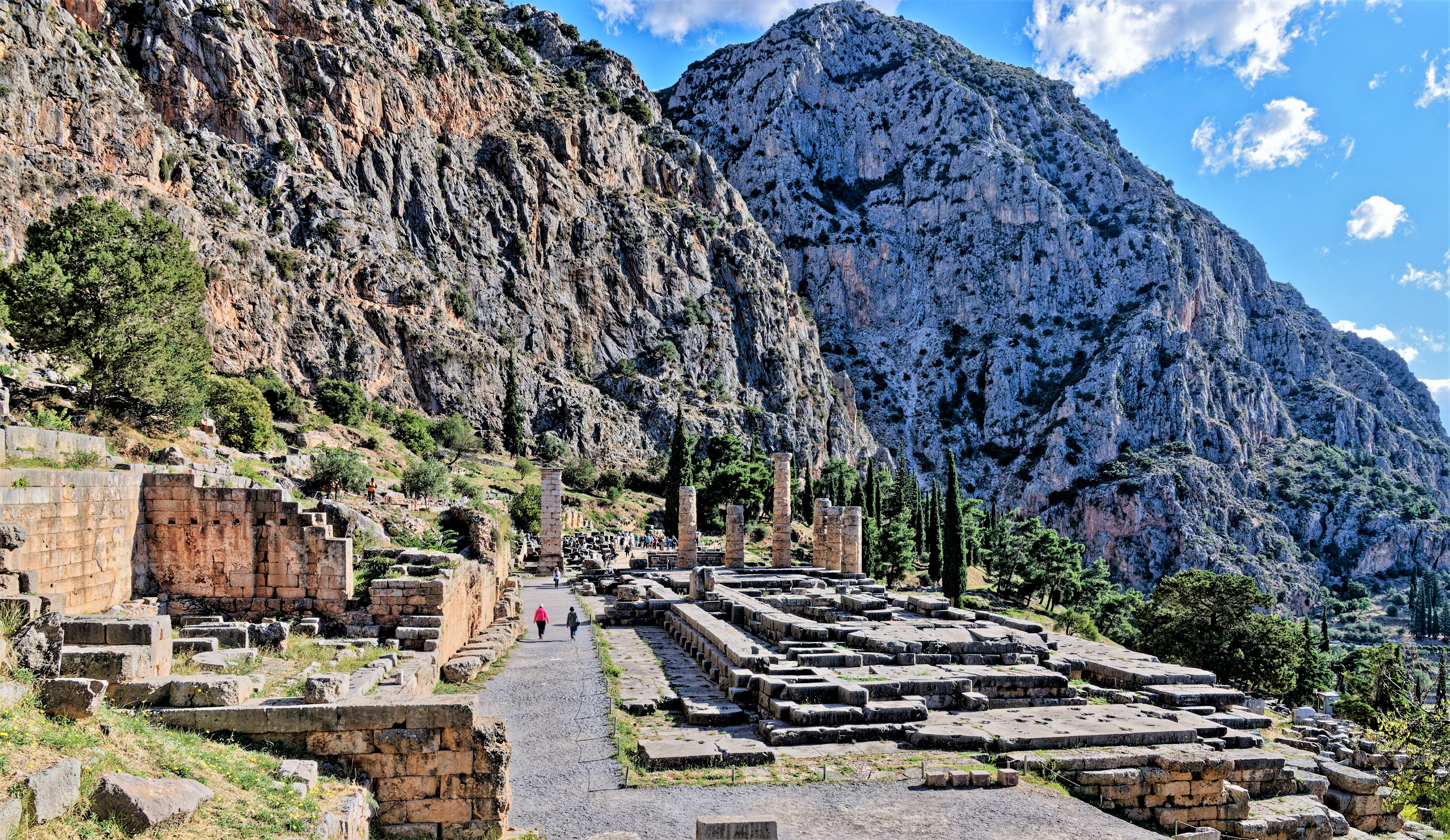
Tempel des Apollon

Nun wurde mit finanziellen Mitteln, die aus ganz Griechenland nach Delphi flossen, ein großer Neubau in Angriff genommen. Zunächst wurde die Terrasse mit ihrer mächtigen Polygonalmauer angelegt, darauf dann zwischen 525 und 505 v. Chr. der Tempel ausgeführt. Der im Stylobat rund 21,70 × 58,20 Meter messende Peripteros dorischer Ordnung besaß 6 × 15 Säulen. Der Bau schritt von Westen nach Osten fort und so wurde nach einer Planänderung die Ostfront aus parischem Marmor ausgeführt, während die übrigen Bauteile aus Poros gefertigt waren. Diese Änderung ging laut Herodot auf den Alkmaioniden Kleisthenes zurück, der auch die damit verbundenen Kosten übernahm. Nachdem auch dieser Alkmaionidentempel 373/72 v. Chr. durch ein Erdbeben und einen Felssturz zerstört worden war, vergrub man mit großer Sorgfalt dessen Giebelfiguren.

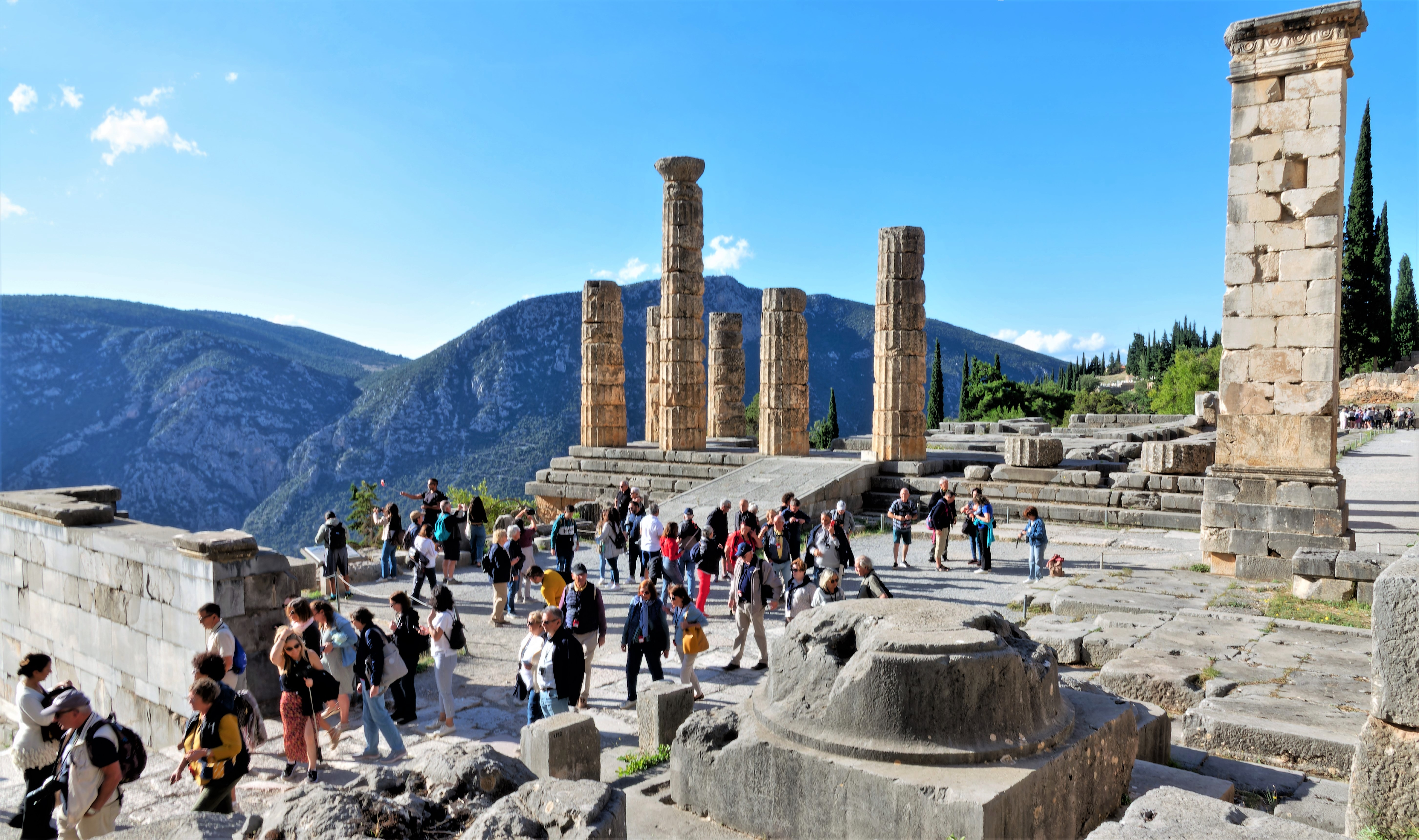
Tempel des Apollon

Ein begonnener Neubau verzögerte sich, da die Phoker die bereitgestellten Gelder im Vorfeld des Dritten Heiligen Kriegs geraubt hatten. Erst nach Ende des Krieges 346 v. Chr. konnten die Arbeiten, nun aus den Strafgeldern der Phoker finanziert, weitergeführt und um 320 v. Chr. abgeschlossen werden. Von diesem Tempel, dem Sitz des Orakels, wurden nach Ende der Großen Ausgrabung sechs der ursprünglich 38 dorischen Säulen wieder aufgerichtet. Für seine Zeit ist seine Proportion von 6 Säulen auf den Fronten und 15 auf den Langseiten ungewöhnlich langgestreckt, was sich aus der Übernahme des Grundrisses des Vorgängerbaues aus dem 6. Jahrhundert v. Chr. erklärt. Im Adyton, dem Allerheiligsten des Tempels, saß die Pythia auf einem Dreifuß über einer Erdspalte, aus der ethylenhaltige Gase austraten. Die Dämpfe versetzten die Pythia in einen Trancezustand, in dem sie die Orakelsprüche des Gottes verkündete, welche dann von Priestern den ratsuchenden Gläubigen übermittelt wurden.

#### Theater
Am nördlichen Rand des Apollon-Heiligtums liegt das Theater, das etwa 5.000 Zuschauern Platz bot. In dem Bau aus dem 4. oder 3. Jahrhundert v. Chr. fand der musische Teil der Pythischen Spiele statt. Die sportlichen Wettkämpfe wurden im noch weiter hangaufwärts gelegenen Stadion ausgetragen.

### Heiligtum der Athena Pronaia

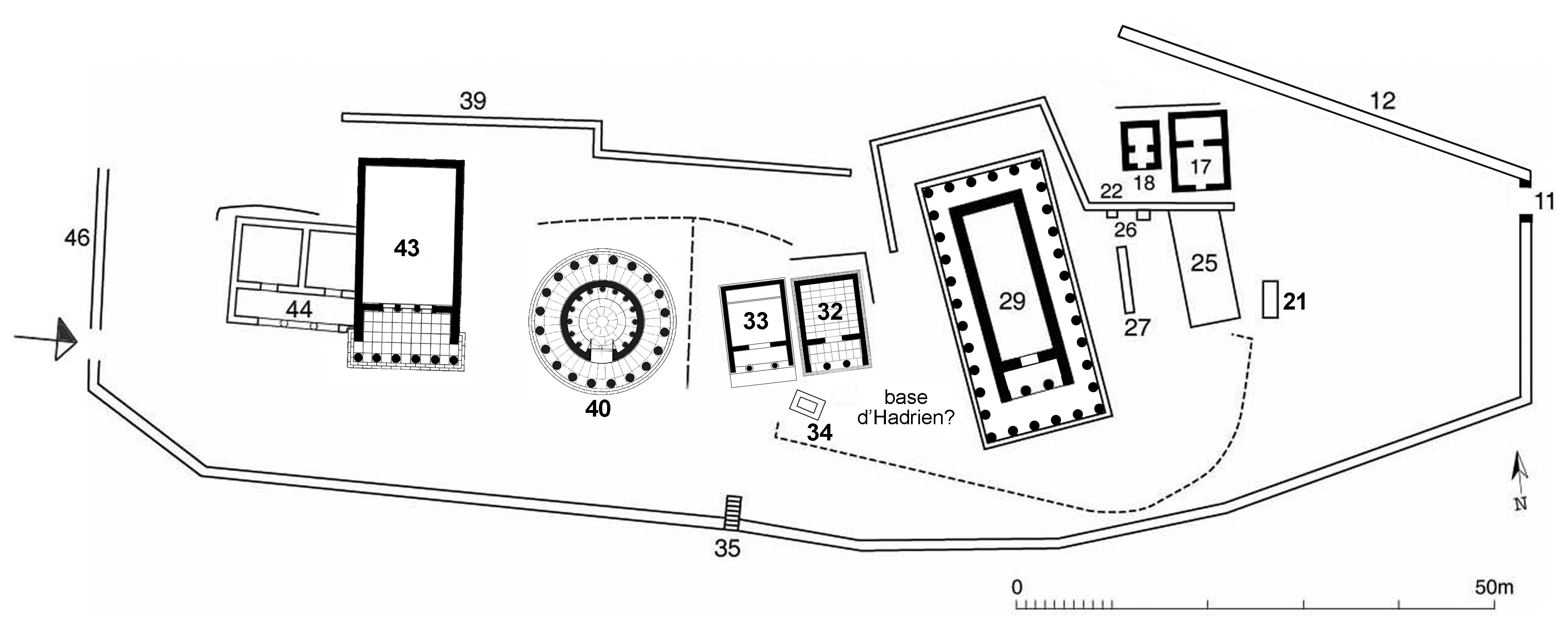
Plan des Heiligtums der Athena Pronaia

Etwa 500 m südöstlich des Apollon-Heiligtums und jenseits der kastalischen Schlucht befindet sich das etwas tiefer gelegene Heiligtum der Athena Pronaia („Athena vor dem Tempel“). Die hierfür genutzte und modern „Marmaria“ genannte Terrasse ist 150 Meter breit, aber nur 40 Meter tief. Alle auf ihr befindlichen Gebäude waren nach Süden, zum Tal hin ausgerichtet. Unter dem ältesten Tempel des Areals fand man über 200 Tonfiguren einer weiblichen Gottheit, die hier bereits im 2. Jahrtausend v. Chr. verehrt wurde. Im 8. oder 7. Jahrhundert wurde dieser heilige Bereich erstmals mit einer sauber gefugten Bruchsteinmauer gefasst. Der Weg von der Marmaria zum Apollon-Heiligtum führte an der Kastalischen Quelle vorbei, aus der zu trinken nach antiker Sage die Dichtergabe verlieh.

#### Athenatempel

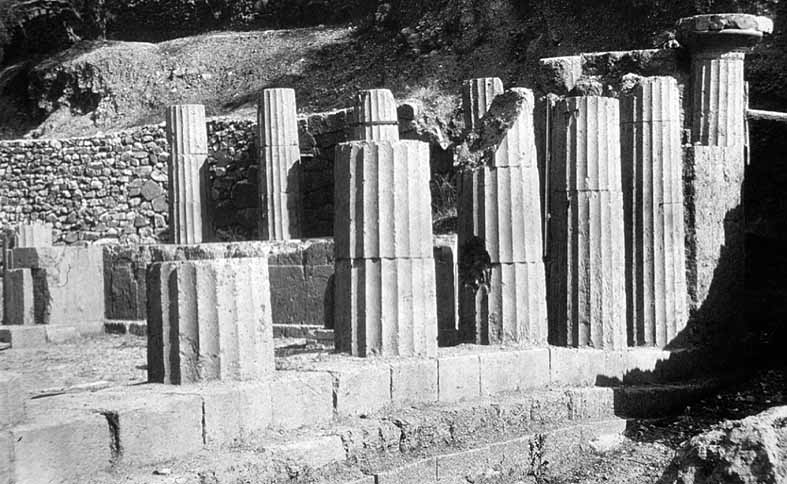
Athenatempel II vor 1905

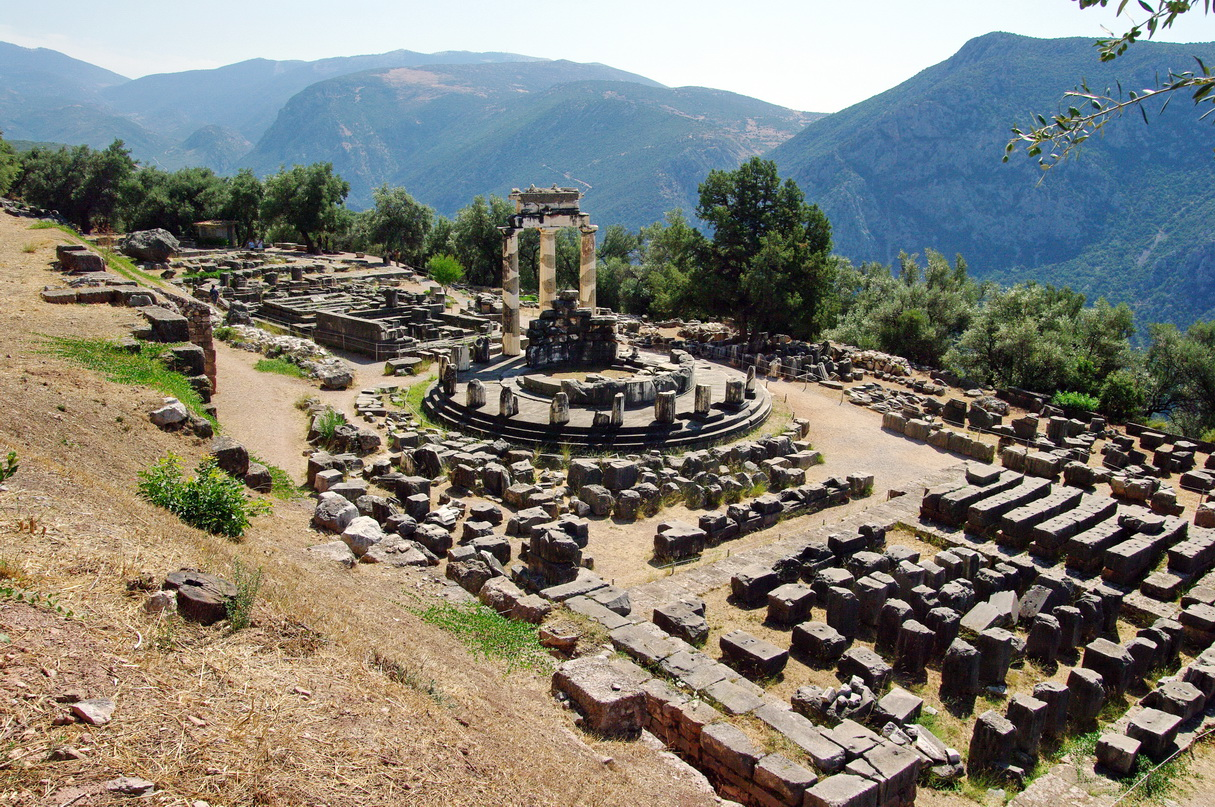
Marmaria, rechts Athenatempel III

Gegen Ende des 7. Jahrhunderts v. Chr. errichtete man einen ersten Athenatempel, dessen Reste in den Fundamenten seines Nachfolgers verbaut wurden. Demnach handelte es sich um einen Peripteros dorischer Ordnung, von dem 12 Kapitelle und 10 Säulentrommeln aus Poros gefunden wurden. Die nur etwa 3,10 Meter hohen, sehr schlanken Säulen hatten 16 Kanneluren und trugen weit ausladende, flache dorische Kapitelle. Der Tempel hatte rund 100 Jahre Bestand, bevor er gegen Ende des 6. Jahrhunderts v. Chr. und wohl im Anschluss an die Fertigstellung des Alkmaionidentempels durch einen Neubau ersetzt wurde. Dieser zweite Athenatempel maß im Stylobat 13,25 × 27,46 Meter, war also 1:2 proportioniert, und besaß entsprechend 6 × 12 Säulen. Im Gegensatz zu anderen dorischen Peripteroi seiner Zeit verzichtete man bei seinem Bau auf einen Opisthodom, eine sonst übliche Rückhalle, was den beengten Verhältnissen auf der Terrasse geschuldet sein mag. Der zugehörige Altar befand sich auf der östlichen Langseite des Tempels. Im 4. Jahrhundert v. Chr. wurde der Tempel durch einen Felssturz schwer beschädigt, blieb aber als Ruine, die noch Pausanias sah, erhalten. Ein neuerlicher Felssturz im Jahr 1905 brachte 12 der zu diesem Zeitpunkt noch stehenden 15 Säulen zum Einsturz und verschob das gesamte Fundament. In der Folge wurden die verbliebenen Säulen ebenfalls niedergelegt.
Einen dritten Athenatempel errichtete man nun an weniger gefährdeter Stelle im Westen der Terrasse und überbaute dafür ein bislang nicht erfolgreich gedeutetes Gebäude mit zwei Cellae in diesem Bereich. Der aus dem späten 4. Jahrhundert v. Chr. stammende und in lokalem Kalkstein ausgeführte Tempel war kein Peripteros, sondern ein Prostylos mit sechssäuliger Front, hinter der sich auf ganzer Breite der Pronaos öffnete. Zur Cella vermittelte keine geschlossene Türwand, vielmehr wurden hier zwei mit den Wänden verbundene Pfeiler und zwei Halbsäulen konstruiert und die seitlichen Öffnungen mit Gittern verschlossen, während die mittlere Öffnung eine Tür aufnahm. Ein exedraähnliches Statuenpostament nahm – wohl nachträglich eingebaut – die Rückwand der Cella ein und wurde mit kurzen Fortsätzen entlang der Längswände in den Raum fortgeführt.

#### Tholos

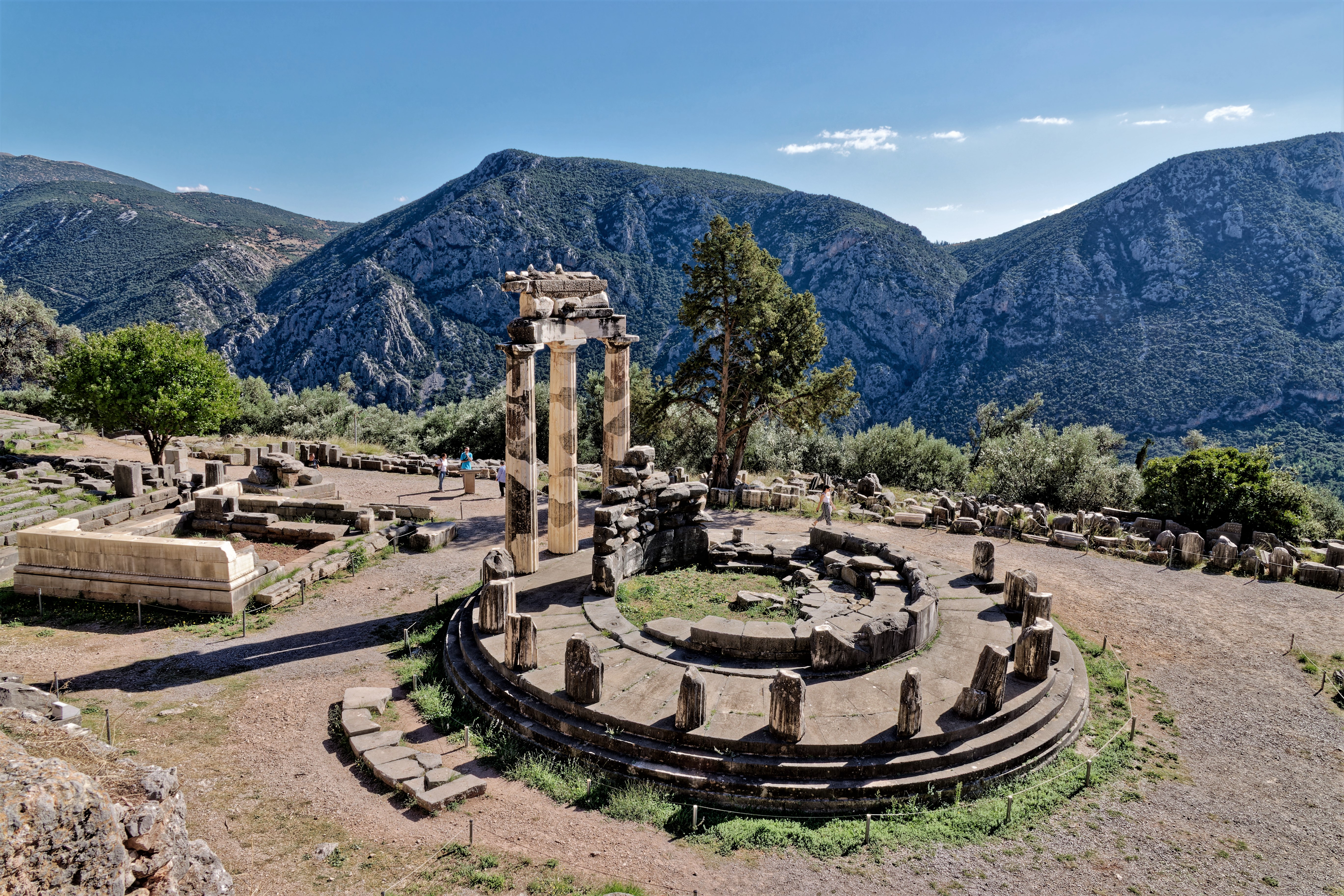
Tholos im Heiligtum der Athena Pronaia

Östlich des dritten Tempels stand die Tholos, ein von dem Architekten Theodoros von Phokaia um 380 v. Chr. entworfener Rundbau, zu dem Theodoros auch ein bei Vitruv genanntes theoretisches Werk schrieb. Der für seine Zeit außergewöhnliche Rundbau, ganz aus pentelischem Marmor ausgeführt, lediglich der Cellaboden und der Sockel unter der inneren Säulenstellung waren aus dunklem, eleusinischen Kalkstein, hatte im Stylobat einen Durchmesser von 13,50 Meter. Der Durchmesser des zylindrischen Baukörpers der Cella betrug 8,60 Meter. Zwanzig Säulen dorischer Ordnung mit je 20 Kanneluren bildeten dessen Peristase. Ihnen antworteten im Inneren neun Säulen korinthischer Ordnung, eine zehnte Säulenstellung fiel wegen der Türöffnung weg. In dem radialsymmetrisch angelegten Entwurf korrespondierten somit die korinthischen Säulen mit jedem zweiten Interkolumnium der Peristase. Deren knapp 6 Meter hohe Säulen trugen einen Triglyphen-Metopen-Fries, von dessen einst 40 Metopen nur wenige Reste mit Darstellungen von Kentauren und Amazonen erhalten sind. Auch die Cellawand wurde von einem umlaufenden Triglyphon mit 40 Metopen bekrönt. Als Besonderheit wies die Tholos eine doppelte Sima als Abschluss des Gebälkes auf. Der Bau eröffnete eine kleine Gruppe besonders kostbarer Heiligtumsbauten, alle auf dem Prinzip des Rundbaus beruhend und im 4. Jahrhundert v. Chr. errichtet, die mit der Tholos von Epidauros und dem Philippeion in Olympia zwei weitere, außergewöhnliche Vertreter fand. Die Funktion der Tholos in Delphi ist ungeklärt. Drei der einst 20 dorischen Säulen wurden 1938 wieder aufgestellt.

#### Schatzhäuser
Zwischen Athenatempel II und Tholos befinden sich die Fundamente zweier Schatzhäuser in Form kleiner Antentempel, eines ionischen und eines dorischen. Das ältere westliche Schatzhaus wird wegen seiner ionischen Bauformen mit der Stadt Massilia in Verbindung gebracht. Die Wände des kleinen, aus parischem Marmor errichtete Baus ruhten auf einem wulstartigen, horizontal kannelierten Polster. Die beiden Säulen zwischen den Anten standen auf ephesischen Basen und trugen äolische Kapitelle, die aus einem Kranz von 22 überhängenden, schmalen Blättern gebildet wurden. Das Gebälk besaß einen Figurenfries. Lotos-Palmetten-Friese schmückten die Unterseite von Geison und Sima. Den Bauformen nach wurde das Schatzhaus um 525 v. Chr. errichtet.
Das östlich gelegene, dorische Schatzhaus wird aufgrund seiner großen Ähnlichkeit mit dem Schatzhaus der Athener im Apollon-Heiligtum ebenfalls mit Athen verbunden. Seine Bauformen lassen an eine Entstehung im früheren 5. Jahrhundert v. Chr. denken, da der Bau mit seinen verkürzten Antenjochen und insbesondere dem ausgeglicheneren Triglyphen-Metopen-Fries fortschrittlichere Elemente aufweist.

#### Die „Rätsel der Marmaria“
Ein bis heute ungelöstes archäologisches Problem ist mit der Beschreibung des Athenaheiligtums durch Pausanias verbunden und wird als „Rätsel der Marmaria“ bezeichnet. Pausanias beginnt seinen Rundgang wie folgt:

„Ὲσελθόντι δὲ ἐς τὴν πόλιν εἰσὶν ἐφεξῆς ναοί: καὶ ὁ μὲν πρῶτος αὐτῶν ἐρείπια ἦν, ὁ ἐπὶ τούτῳ δὲ κενὸς καὶ ἀγαλμάτων καὶ ἀνδριάντων: ὁ δὲ αὐτῶν τρίτος καὶ ὁ τέταρτος, ὁ μὲν τῶν ἐν Ῥώμῃ βασιλευσάντων εἶχεν οὐ πολλῶν τινῶν εἰκόνας, ὁ τέταρτος δὲ Ἀθηνᾶς καλεῖται Προνοίας.“

„Ist man in die Stadt eingetreten, so stehen der Reihe nach folgende Tempel: Der erste von ihnen liegt in Trümmern; der folgende ist leer von Götterbildern und von Statuen von Menschen; was den dritten und vierten betrifft, so enthielt jener die Standbilder einiger römischer Kaiser; der vierte hat seinen Namen von der Athena Pronaia.“

Weitere Gebäude erwähnt Pausanias im Zusammenhang mit der Marmaria nicht.
Diesen vier Bauten des Pausanias stehen nun wenigstens fünf prominente Bauten im archäologischen Befund gegenüber, zählt man den möglicherweise als Priesterwohnung aufzufassenden Bau ganz im Westen hinzu, sogar sechs. Welche Gebäude sah Pausanias und von welchen hatte er keine Kenntnis? Erwähnt er die Tholos? Fasst er die Schatzhäuser zu einem Bau zusammen, kannte er nur noch eines oder keines der Schatzhäuser? Und kam er überhaupt von Osten oder nicht vielmehr von Westen zur Marmaria? Ist seine Beschreibung von West nach Ost zu lesen? Für alle Ansätze wurden Vorschläge gemacht, ohne dass bislang eine akzeptierte Lösung des Rätsels vorliegt. Mit entsprechender Vorsicht sind daher die Benennungen der verschiedenen Gebäude der Marmaria zu betrachten und Jean-Pierre Michaud verzichtet in seiner Monographie zum sogenannten Athenatempel III darauf, den westlichen „temple en calcaire“ als Athenatempel anzusprechen.

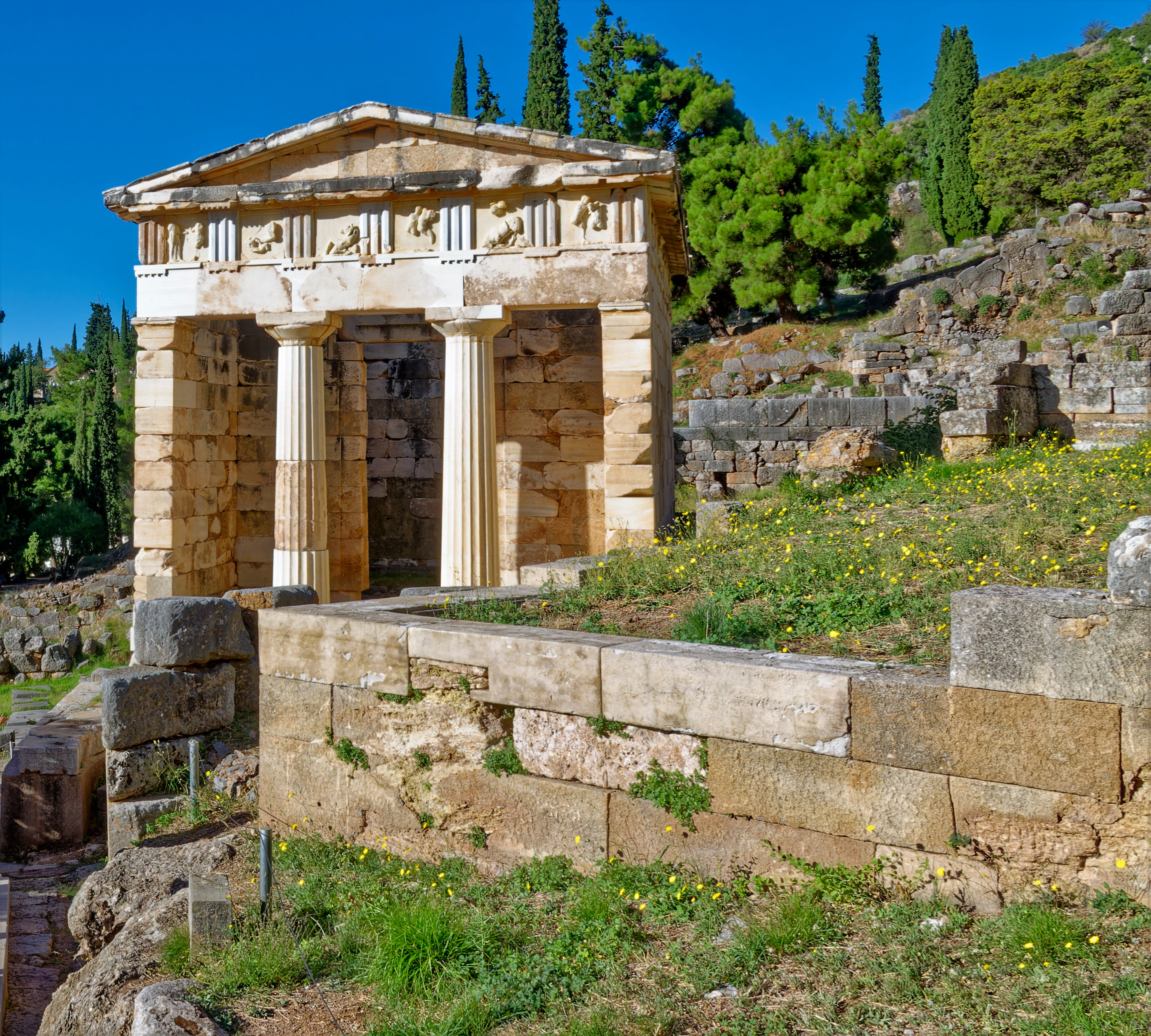
Das Schatzhaus der Athener
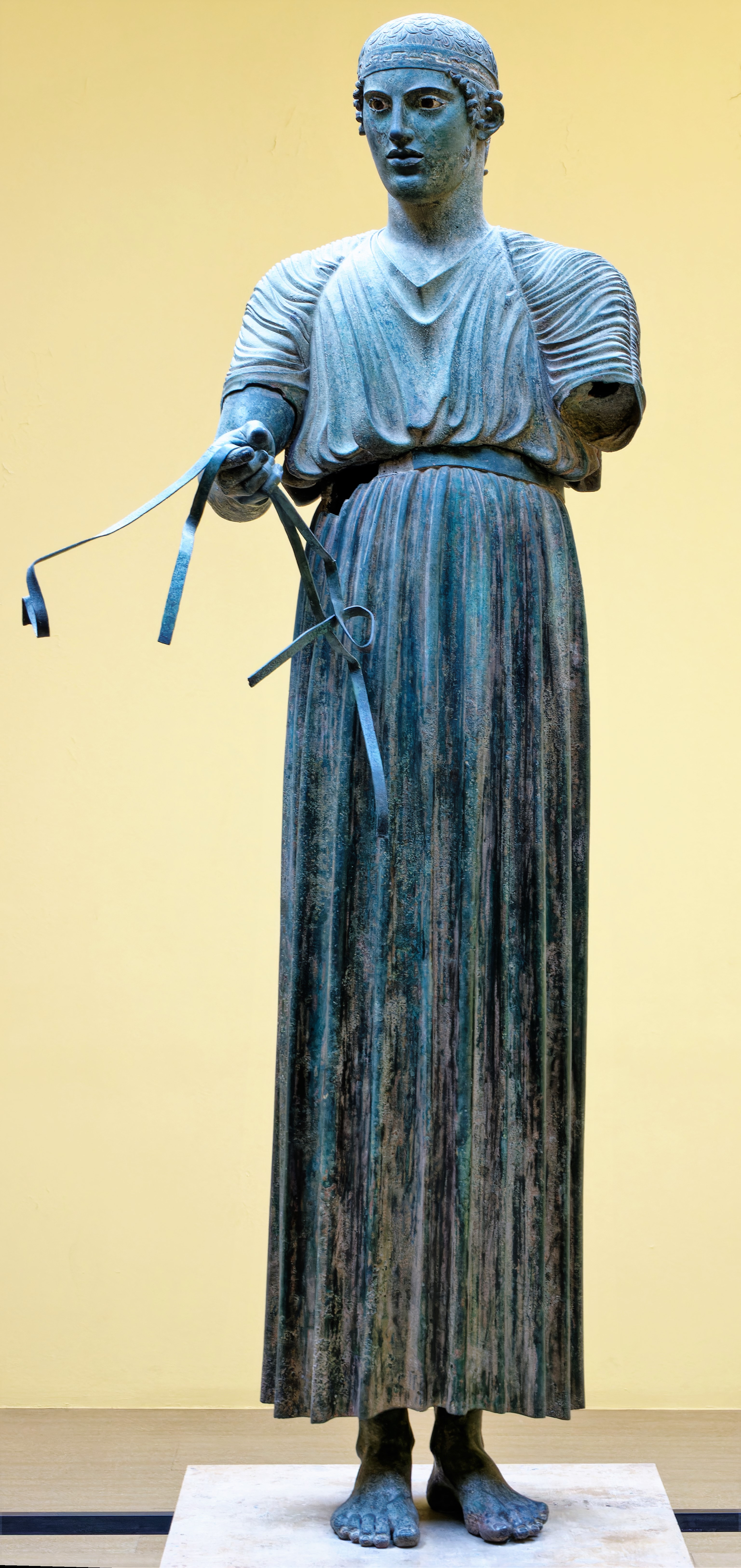
Wagenlenker im Archäologischen Museum von Delphi
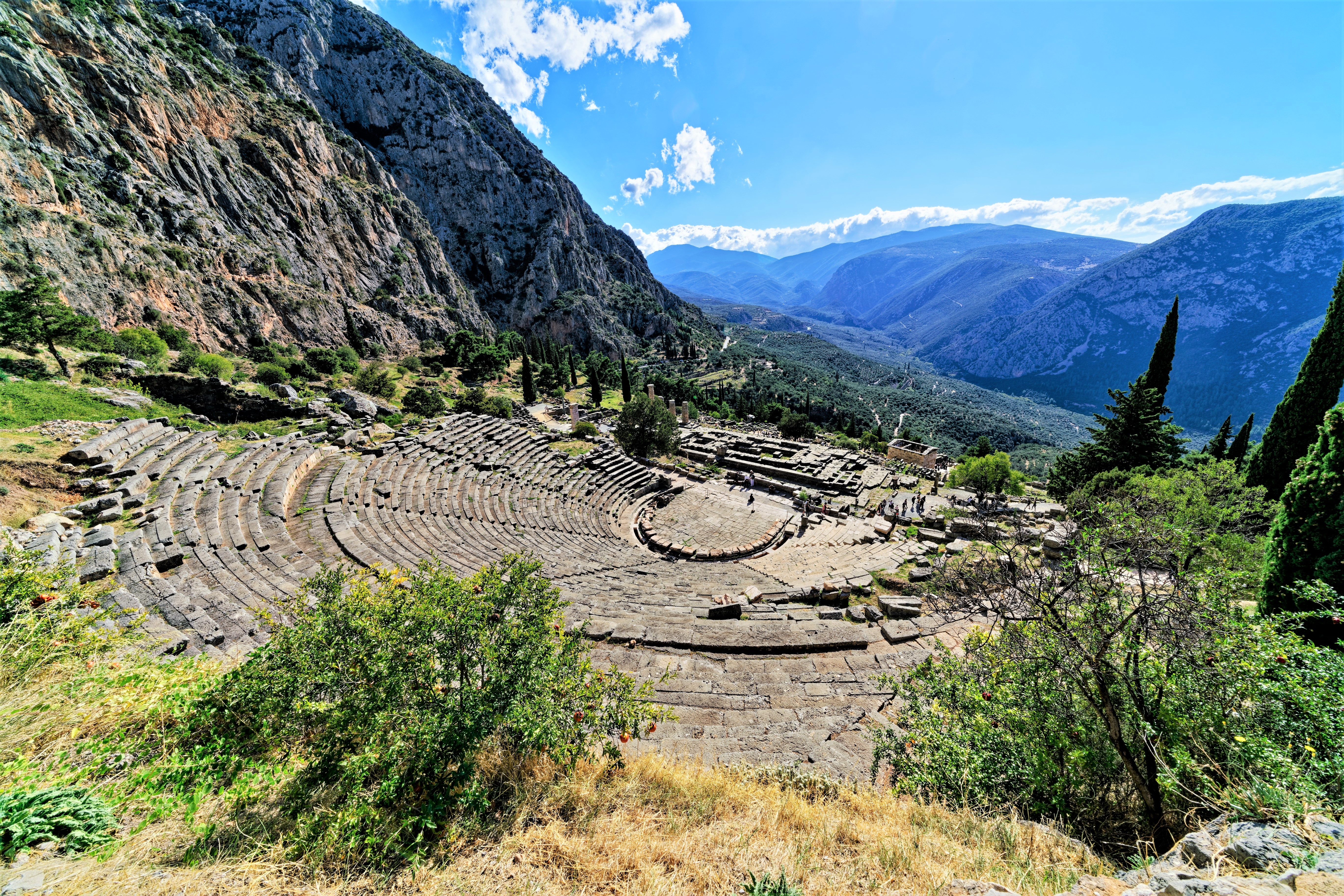
Theater
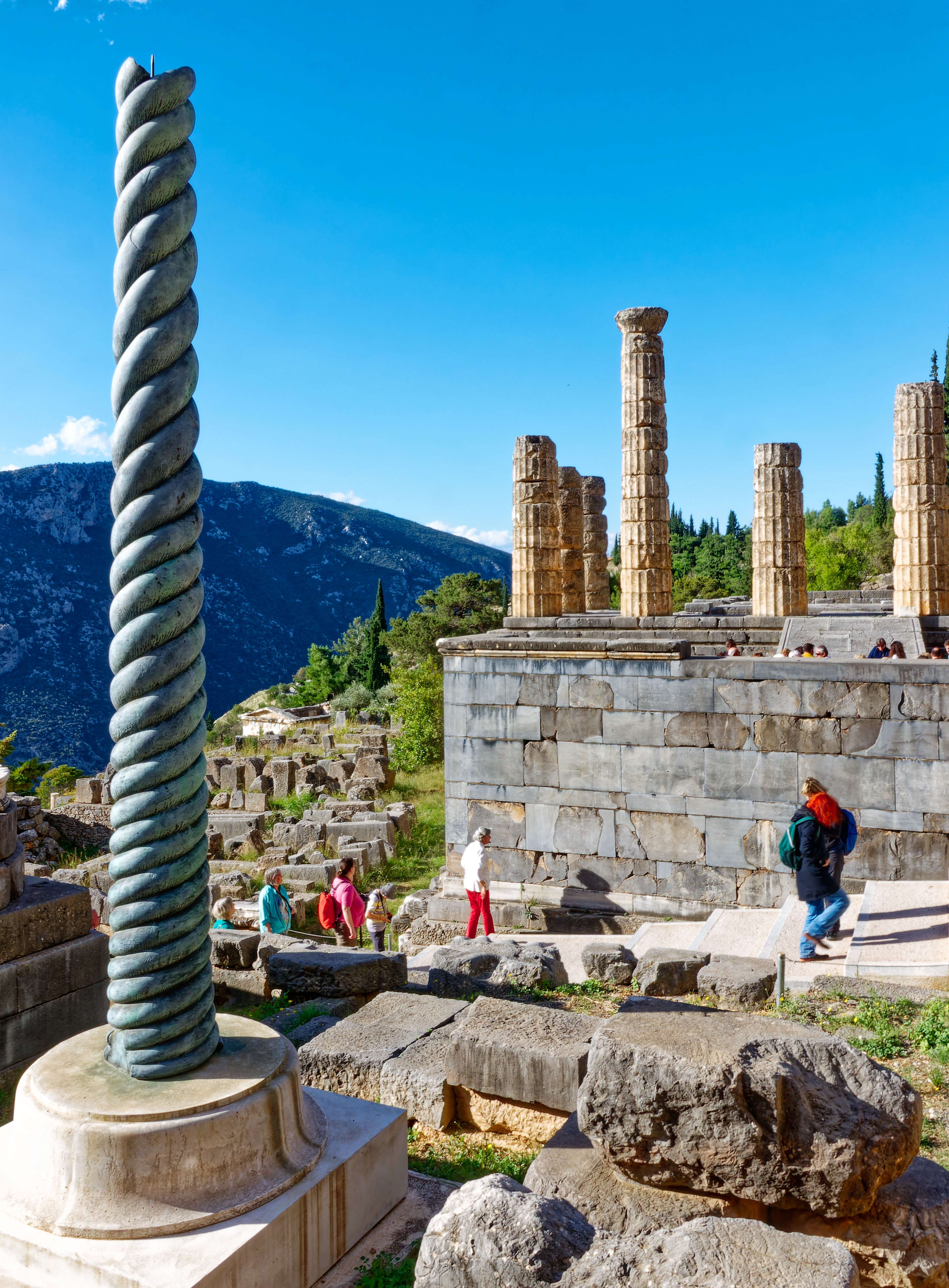
Schlangensäule (Replik) vor dem Apollon-Tempel